# Числа Стирлинга первого рода
Числа Стирлинга первого рода (без знака) — количество перестановок из n элементов с k циклами.

## Определение
Числами Стирлинга первого рода (со знаком) s(n, k) называются коэффициенты многочлена:
{\displaystyle (x)_{n}=\sum _{k=0}^{n}s(n,k)x^{k},}
где {\displaystyle (x)_{n}} — символ Похгаммера (убывающий факториал):
{\displaystyle (x)_{n}=x(x-1)(x-2)\cdots (x-n+1).}
Как видно из определения, числа имеют чередующийся знак. Их абсолютные значения, называемые числами Стирлинга первого рода без знака, задают количество перестановок множества, состоящего из n элементов с k циклами, и обозначаются {\displaystyle c(n,k)} или {\displaystyle {\begin{bmatrix}n\\k\end{bmatrix}}}:
{\displaystyle c(n,k)=|s(n,k)|=(-1)^{n-k}s(n,k).}
Их производящей функцией является возрастающий факториал:
{\displaystyle \sum _{k=0}^{n}c(n,k)x^{k}=x(x+1)(x+2)\cdots (x+n-1)=x^{\bar {n}}=(x+n-1)_{n}.}

## Рекуррентное соотношение
Числа Стирлинга первого рода задаются рекуррентным соотношением:
{\displaystyle s(0,0)=c(0,0)=1},
{\displaystyle s(n,0)=c(n,0)=0}, для n > 0,
{\displaystyle s(0,k)=c(0,k)=0}, для k > 0,
для чисел со знаком: {\displaystyle s(n,k)=s(n-1,k-1)-(n-1)\cdot s(n-1,k)} для {\displaystyle 0<k<n.}
для чисел без знака: {\displaystyle c(n,k)=c(n-1,k-1)+(n-1)\cdot c(n-1,k)} для {\displaystyle 0<k<n.}
| Доказательство |
| --- |
| Для n=1 это равенство проверяется непосредственно. Пусть перестановка (n-1)-го порядка распадается на k циклов. Число n можно добавить после любого числа в соответствующий цикл. Все полученные перестановки различны и содержат k циклов, их количество (n-1)·s(n-1, k). Из любой перестановки (n-1)-го порядка, содержащей k-1 цикл, можно сформировать единственную перестановку n порядка, содержащую k циклов, добавив цикл образованный единственным числом n. Очевидно, что эта конструкция описывает все перестановки n-го порядка, содержащие k циклов. Тем самым равенство доказано. |

## Пример
Первые числа Стирлинга со знаком:
| n\k | 0 | 1    | 2   | 3    | 4   | 5   | 6 |
| --- | - | ---- | --- | ---- | --- | --- | - |
| 0   | 1 |      |     |      |     |     |   |
| 1   | 0 | 1    |     |      |     |     |   |
| 2   | 0 | −1   | 1   |      |     |     |   |
| 3   | 0 | 2    | −3  | 1    |     |     |   |
| 4   | 0 | −6   | 11  | −6   | 1   |     |   |
| 5   | 0 | 24   | −50 | 35   | −10 | 1   |   |
| 6   | 0 | −120 | 274 | −225 | 85  | −15 | 1 |